# Финал Кубка Дэвиса 2002
Финал Кубка Дэвиса 2002 года — решающие матчи 91-го по счету престижного командного мужского теннисного турнира, проходившие в парижском дворце спорта «Берси» с 29 ноября по 1 декабря. Сборная России со счётом 3-2 победила действующего обладателя Кубка команду Франции и впервые в своей истории завладела почётным трофеем. Победное очко на грунтовых кортах дворца «Берси» россиянам принёс 20-летний Михаил Южный, переигравший в 5 сетах своего ровесника Поля-Анри Матьё. При этом впервые в истории турнира теннисист сумел выиграть решающий пятый матч финала, уступая 0-2 по сетам.

## Путь к финалу

### Франция
- Первый круг. 8-10 февраля. Мец. Франция — Нидерланды 3-2[1]

Французы, победители Кубка Дэвиса 2001 года, были сеяной командой в 91-м розыгрыше турнира и начали свой путь в мировой группе с домашнего матча в Меце на закрытых грунтовых кортах со сборной Нидерландов. Первые 2 очка в одиночных матчах французам принесли Себастьян Грожан и Арно Клеман, в парном матче голландцы усилиями Пауля Хархёйса и Шенга Схалкена сумели сократить отставание в счёте, но в 4-м матче Грожан принёс французам победное третье очко, переиграв в 5 сетах Схалкена.
- Второй круг. 5-7 апреля. По. Франция — Чехия 3-2[2]

Во втором круге в По французы на ковре принимали сборную Чехии. В первый день команды обменялись победами: сначала Грожан переиграл в 5 сетах Богдана Улиграха, а затем чех Иржи Новак в 4 сетах оказался сильнее Николя Эскюде. Во второй день французская пара Микаэль Льодра и Фабрис Санторо уверенно в 3 сетах победили чешскую пару. В воскресенье первая ракетка чехов Новак сравнял счёт в матче, в 4 сетах переиграв Грожана. В пятом решающем матче встретились Фабрис Санторо и Богдан Улиграх. Француз выиграл первые 2 сета 7-62 7-5, но уступил 2 следующих — 3-6 4-6. В пятом сете Санторо сумел добиться победы со счётом 6-3 и принёс Франции победное третье очко.
- Полуфинал. 20-22 сентября. Париж. Франция — США 3-2[3]

В полуфинале французы вновь играли дома, на этот раз на знаменитых грунтовых кортах стадиона «Ролан Гаррос», где ежегодно проводится открытый чемпионат Франции, хозяева принимали сборную США. В первый день 2 очка французам принесли Клеман и Грожан, переигравшие соответственно Энди Роддика и Джеймса Блейка. В парной встрече усилиями Блейка и Тодда Мартина американцам удалось сократить отставание в счёте — в 5 сетах были переиграны Санторо и Льодра. В воскресенье победное очко хозяевам принёс Грожан, в 4 сетах одолевший Роддика.
Французы в 15-й раз в своей истории вышли в финал Кубка Дэвиса, и третий раз за последние 4 года. В 14 финалах на их счету было 9 побед и 5 поражений, включая победу в 2001 году над австралийцами в Мельбурне.

### Россия
- Первый круг. 8-10 февраля. Москва. Россия — Швейцария 3-2[4]

Россияне также были посеяны в мировой группе Кубка Дэвиса 2002 года. В первом круге на постеленных в московском спорткомплексе «Олимпийском» грунтовых кортах хозяева принимали швейцарцев. В первом матче 20-летний лидер швейцарцев Роджер Федерер, занимавший тогда 13-е место в мировом рейтинге, разгромил седьмую ракетку мира Марата Сафина 7-5 6-1 6-2. Во втором матче четвёртая ракетка мира Евгений Кафельников в 5 сетах сумел переиграть второго номера гостей Мишеля Кратохвила 6-3 4-6 1-6 7-63 6-2. Во второй день Кафельников и Сафин обыграли в 4 сетах пару Федерер и Марк Россе. В третий день Федерер уверенно победил в 3 сетах Кафельникова и сравнял счёт в матче. В пятом матче Сафин сумел принести России победное очко, переиграв в 3 сетах Кратохвила.
- Второй круг. 5-7 апреля. Москва. Россия — Швеция 4-1[6]

Во втором круге в московском дворце спорта «Лужники» на грунтовых кортах россияне принимали шведов. Исход матча был решён уже в первых трёх встречах: в первый день 2 уверенные победы в 3 сетах одержали Кафельников и Сафин, а во второй день эти же теннисисты в паре в 5 сетах переиграли шведский дуэт Йонас Бьоркман и Томас Юханссон 3-6 7-66 62-7 7-5 6-3.
- Полуфинал. 20-22 сентября. Москва. Россия — Аргентина 3-2[7]

В полуфинале россияне вновь во дворце спорта «Лужники» принимали аргентинцев. На этот раз были постелены корты с ковровым покрытием. После первого дня россияне повели 2-0 благодаря победам Сафина и Кафельникова (Евгений в 5 сетах переиграл Гастона Гаудио). Во второй день состоялся один из самых продолжительных матчей в истории Кубка Дэвиса, в котором аргентинская пара Давид Налбандян и Лукас Арнольд в 5 сетах победили Кафельникова и Сафина со счётом 6-4 6-4 5-7 3-6 19-17. В четвёртом матче Сафин принёс России победное третье очко, в 4 сетах оказавшись сильнее Налбандяна.
Россияне в третий раз в истории вышли в финал Кубка Дэвиса. Два предыдущих финала в 1994 и 1995 годах россияне проиграли соответственно шведам и американцам.
Ещё до финального матча мужская сборная России в Кубке Дэвиса была признана «Командой года» по итогам сезона-2002 в рамках ежегодной российской теннисной премии «Русский кубок».
Все матчи российской сборной состоялись во дворце спорта «Лужники»: на четвертьфинал против Швеции и полуфинал против Аргентины пришло примерно по 39 тысяч зрителей.

## Перед матчем

### История встреч
Франция и Россия встречались впервые в своей истории. Сборная СССР трижды играла с французами в рамках Кубка Дэвиса. В 1973 году советские теннисисты победили в Москве со счётом 3-2. В 1980 году в Монпелье французы выиграли 3:2, а спустя 3 года в Москве Франция выиграла 4-1. 

#### Баланс матчей участников финала между собой на уровне ATP
Одиночный разряд; на 28 ноября 2002 года; счёт от российских теннисистов
| Игроки      | Грожан | Эскюде | Санторо | Матьё |
| ----------- | ------ | ------ | ------- | ----- |
| Сафин       | 4-2    | 2-3    | 1-6     | 0-1   |
| Кафельников | 3-2    | 5-2    | 6-0     | 0-0   |
| Южный       | 0-2    | 1-1    | 3-0     | 1-0   |
| Столяров    | 0-0    | 0-0    | 0-0     | 0-0   |

### Составы и состояние команд

#### Франция
Капитан сборной Франции Ги Форже включил в состав на финал 24-летнего Себастьяна Грожана (№ 17 мирового одиночного рейтинга и № 93 парного рейтинга), 26-летнего Николя Эскюде (№ 34 и № 40), 29-летнего Фабриса Санторо (№ 35 и № 18) и 20-летнего Поля-Анри Матьё (№ 36 и № 300). В составе французов не было одного из ключевых игроков в первых трёх раундах Кубка Дэвиса Арно Клемана. При этом Клеман был в предварительной заявке, поданной 20 ноября, но затем перед самыми матчами был заменён на Поля-Анри Матьё.

#### Россия
Капитан сборной России Шамиль Тарпищев заявил на финал 22-летнего Марата Сафина (№ 3 мирового одиночного рейтинга и № 106 парного рейтинга), 28-летнего Евгения Кафельникова (№ 27 и № 15), 20-летнего Михаила Южного (№ 32 и № 223) и 25-летнего Андрея Столярова (№ 135 и № 572). В состав российской делегации также вошли спарринг-партнёры Андрей Черкасов и Денис Голованов, а также тренер Сергей Леонюк, тренер Южного Борис Собкин, врачи Сергей Ясницкий и Валерий Охапкин, массажист Антолий Глебов. 
Сборная России прибыла в Париж в воскресенье, 24 ноября, а до этого под руководством Тарпищева основная часть команды проводила сбор в Монте-Карло. По словам Тарпищева план нагрузочных тренировок в Монте-Карло был выполнен полностью. В Монте-Карло вместе с  командой работал известный российский теннисист Андрей Чесноков, но на финал в Париж он не полетел, а отправился в Бразилию для участия в ветеранском турнире. Михаил Южный не тренировался со всей сборной в Монако, а занимался в Москве на грунтовых кортах в Немчиновке, а также подлечивал травму спины в центре Валентина Дикуля. Кафельников незадолго до финала перенёс в Москве ангину. Также ещё до матча стало известно, что сразу после финала Евгений ляжет на операцию по поводу варикозного расширения вен на левой ноге. Кафельников за несколько дней до матча говорил, что тренируется в полную силу, хотя нога несколько беспокоила. При этом он считал, что Сафин чувствует себя гораздо лучше него, и было предпочтительнее, если бы Марат играл первым. В случае победы в финале Кафельников не исключал того, что завершит свою спортивную карьеру.
Перед матчем капитан сборной России Шамиль Тарпищев в качестве определяющих факторов выделил функциональную подготовку и морально-психологическое состояние. Французов Тарпищев охарактеризовал как цепких игроков, которые сильны командным духом.

### Жеребьёвка
Жеребьёвка финала состоялась в четверг, 28 ноября, в мэрии Парижа.

## Ход матча
| Франция 2 | Дворец спорта «Берси», Париж, Франция 29 ноября — 1 декабря 2002 Грунт (i) | Дворец спорта «Берси», Париж, Франция 29 ноября — 1 декабря 2002 Грунт (i) | Россия 3 |     |       |     |     |  |
| \| \| \| \| 1 \| 2 \| 3 \| 4 \| 5 \| \| \| - \| \| ---------------------------------------------------------------- \| ---- \| --- \| ----- \| --- \| --- \| \| \| 1 \| \| Поль-Анри Матьё Марат Сафин \| 4 6 \| 6 3 \| 1 6 \| 4 6 \| \| \| \| 2 \| \| Себастьян Грожан Евгений Кафельников \| 7 63 \| 6 3 \| 6 0 \| \| \| \| \| 3 \| \| Николя Эскюде / Фабрис Санторо Марат Сафин / Евгений Кафельников \| 6 3 \| 3 6 \| 5 7 \| 6 3 \| 6 4 \| \| \| 4 \| \| Себастьян Грожан Марат Сафин \| 3 6 \| 2 6 \| 611 7 \| \| \| \| \| 5 \| \| Поль-Анри Матьё Михаил Южный \| 6 3 \| 6 2 \| 3 6 \| 5 7 \| 4 6 \| \| |                                                                            |                                                                            |          |     |       |     |     |  |
| |                                                                            |                                                                            | 1        | 2   | 3     | 4   | 5   |  |
| 1 | Франция · Россия                                                           | Поль-Анри Матьё Марат Сафин                                                | 4 6      | 6 3 | 1 6   | 4 6 |     |  |
| 2 | Франция · Россия                                                           | Себастьян Грожан Евгений Кафельников                                       | 7 63     | 6 3 | 6 0   |     |     |  |
| 3 | Франция · Россия                                                           | Николя Эскюде / Фабрис Санторо Марат Сафин / Евгений Кафельников           | 6 3      | 3 6 | 5 7   | 6 3 | 6 4 |  |
| 4 | Франция · Россия                                                           | Себастьян Грожан Марат Сафин                                               | 3 6      | 2 6 | 611 7 |     |     |  |
| 5 | Франция · Россия                                                           | Поль-Анри Матьё Михаил Южный                                               | 6 3      | 6 2 | 3 6   | 5 7 | 4 6 |  |

## Факты
- И сборная России, и сборная Франции во время финала и подготовки к нему жили в парижском отеле Sofitel Paris Bercy, который находится в 500 метрах от места проведения финала — дворца спорта «Берси»[19].
- Впервые в истории финалов Кубка Дэвиса теннисист, проигравший два первых сета в пятом матче, сумел отыграться и выиграть финал[22].